# Serse II di Persia
Serse II (𐎧𐏁𐎹𐎠𐎼𐏁𐎠 Kha.ša.ya.a.ra.ša.a o Xšayāršā in antico persiano; V secolo a.C. – 424 a.C.) fu brevemente gran re dell'Impero achemenide nel 424 a.C..

## Re di Persia
Figlio di Artaserse I e della regina Damaspia fu ucciso dopo soli 45 giorni di regno dal fratellastro Sogdiano, al termine di un festino.
La conoscenza di questo sovrano ci viene dagli scritti di Ctesia. Salito al trono alla morte del padre come unico erede legittimo, la sua posizione venne subito contestata da Sogdiano, figlio di Artaserse I e della concubina Alogyne, e dall'altro fratellastro Oco, figlio anch'esso di una concubina reale, Cosmartidene.
Serse venne riconosciuto come re solamente dalla Persia, mentre Sogdiano fondava il suo potere sull'Elam e Oco sulle satrapie dell'Ircania, della Babilonia e delle Media.

## Re d'Egitto
Nei pochi mesi di regno Serse II fu anche formalmente, pur non assumendo la titolatura dei sovrani egizi, re dell'Egitto ed infatti Manetone lo colloca nella XXVII dinastia.